# Italiens Grand Prix 2007
Italiens Grand Prix 2007 var det trettonde av 17 lopp ingående i formel 1-VM 2007.

## Rapport
McLaren-förarna Fernando Alonso och Lewis Hamilton startade från första ledet och bakom dem stod Felipe Massa i Ferrari och Nick Heidfeld i BMW. I tredje startledet stod Kimi Räikkönen i Ferrari och Robert Kubica i BMW. Massa gjorde en bra start och passerade Hamilton redan i första kurvan men Hamilton genade över chikanen och återtog sin placering. Hamilton fick dock ingen straff, eftersom han blivit lätt knuffad av Massa. Räikkönen körde om Heidfeld och lade sig på fjärde plats. Massa tvingas sedan bryta loppet under tionde varvet, varvid Räikkönen övertog tredjeplatsen. 
McLaren körde med en tvåstoppsstrategi medan Ferrari och Räikkönen, som var betydligt långsammare, satsade på ett depåstopp för att tjäna tid. Det såg ut att lyckas då Räikkönen tog över andraplatsen när Hamilton gjorde sitt andra depåstopp. Hamilton tog dock tillbaka sin placering efter en spektakulär omkörning i den första chikanen, då han passerade Räikkönen under inbromsningen. Alonso, som här gjorde ett perfekt lopp, vann före Hamilton och Räikkönen. Alonso minskade därmed avståndet till Hamilton till tre poäng i VM-tabellen samtidigt som de båda drog ifrån Ferrariförarna.
Segern var Alonsos första på Monzabanan.

## Resultat

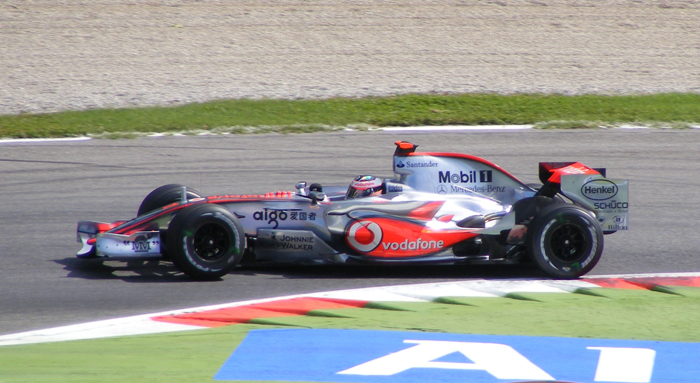
Fernando Alonso vann loppet.

1. Fernando Alonso, McLaren-Mercedes, 10 poäng
2. Lewis Hamilton, McLaren-Mercedes, 8
3. Kimi Räikkönen, Ferrari, 6
4. Nick Heidfeld, BMW, 5
5. Robert Kubica, BMW, 4
6. Nico Rosberg, Williams-Toyota, 3
7. Heikki Kovalainen, Renault, 2
8. Jenson Button, Honda, 1
9. Mark Webber, Red Bull-Renault
10. Rubens Barrichello, Honda
11. Jarno Trulli, Toyota
12. Giancarlo Fisichella, Renault
13. Alexander Wurz, Williams-Toyota
14. Anthony Davidson, Super Aguri-Honda
15. Ralf Schumacher, Toyota
16. Takuma Sato, Super Aguri-Honda
17. Vitantonio Liuzzi, Toro Rosso-Ferrari
18. Sebastian Vettel, Toro Rosso-Ferrari
19. Adrian Sutil, Spyker-Ferrari
20. Sakon Yamamoto, Spyker-Ferrari

### Förare som bröt loppet
- Felipe Massa, Ferrari (varv 10, upphängning)
- David Coulthard, Red Bull-Renault (1, olycka)